# Platysoma attenuatum
Platysoma attenuatum är en skalbaggsart som beskrevs av J. E. Leconte 1844. Platysoma attenuatum ingår i släktet Platysoma och familjen stumpbaggar. Inga underarter finns listade i Catalogue of Life.